# Gare de Munich-Moosach
La gare de Munich-Moosach est une gare ferroviaire allemande de la ligne 1 du S-Bahn de Munich. Elle est située dans le secteur de Moosach à Munich.

## Situation ferroviaire
La gare de Moosach se trouve sur la ligne de Munich à Ratisbonne. Une ligne de liaison à voie unique part de celle-ci vers le Münchner Nordring et donc vers la gare de triage de Munich-Nord.

## Histoire
Le 3 novembre 1858, la Société par actions des chemins de fer de l'est de la Bavière ouvre la ligne ferroviaire de Munich à Landshut, qui est prolongée jusqu'à Ratisbonne un an plus tard. La commune de Moosach, encore indépendante à l'époque, n'avait pas de gare. Le 28 septembre 1892, la ligne qui traversait auparavant la Landshuter Allee est déplacée au sud de Moosach par la gare de Munich-Laim à l'est du parc du château de Nymphenburg. L'itinéraire est à double voie et une nouvelle gare s'installe à Moosach près de Munich et ouvre le 1er décembre 1892. Le 1er octobre 1901, une ligne locale pour le trafic de marchandises vers la gare de Munich-Schwabing ouvre depuis la gare. Le Münchner Nordring se développe ensuite à partir de cette voie. Après l'incorporation de Moosach en 1913, la gare de Moosach est rebaptisée Munich-Moosach. Le 21 septembre 1925, la gare de Munich-Moosach est électrifiée ainsi que le tronçon de Munich à Freising.
En 1944, la gare est desservie par 31 trains locaux quotidiens de Munich à Freising, Landshut et Ratisbonne. En 1972, les installations de la gare sont rénovées et préparées pour les opérations à venir du S-Bahn, entre autres, les quais sont surélevés à une hauteur de 76 cm. En 1970, la Deutsche Bundesbahn met en service une nouvelle boîte de signalisation à bouton-poussoir à la gare de Moosach. Depuis l'ouverture du système S-Bahn en 1972, la gare est desservie par la ligne S-Bahn 1 toutes les 20 minutes, et des trains locaux individuels s'arrêtent toujours à la gare. En 1995, la Deutsche Bahn cesse de charger des marchandises à la gare de Moosach et les relocalise à Milbertshofen.

## Service des voyageurs

### Accueil
Il y a trois voies de plate-forme à la gare de Moosach. Les trains de la ligne S1 du S-Bahn de Munich et certains trains régionaux en direction de Munich s'arrêtent au quai 5. Les trains S1 vers Freising/aéroport et les trains régionaux par Freising et Moosburg vers Landshut et au-delà s'arrêtent sur le quai 4. Les trains Regional-Express et Alex passent généralement devant la gare sans s'arrêter. La voie 3 sert d'autre voie de plate-forme en tant que plate-forme alternative. Les voies 1 et 2 servent d'accès au périphérique nord. Le quai des voies 3 et 4 mesure 350 m de long et 76 cm de haut, celui de la voie 5 mesure 400 m de long et également 76 cm de haut.
Depuis 1970, les aiguillages et les signaux de la gare de Munich-Moosach sont réglés par un boîtier de signalisation à bouton-poussoir de plan de voie de type Siemens Sp Dr S60. La boîte de signalisation avec la désignation Mmf est située dans un porche de boîte de signalisation du côté de la voie du bâtiment de la gare. La station est équipée de signaux lumineux selon le système de signalisation H/V.

### Intermodalité
La ligne de tramway vers Moosach ouvre le 23 novembre 1930. La gare de Moosach est désormais le terminus de la ligne de tramway 20.
Il y a plusieurs lignes de bus des deux côtés de la gare. La ligne de métrobus 51 commence à Moosach et circule toutes les dix minutes jusqu'à la station de métro Aidenbachstrasse. La gare est également desservie par les lignes de bus 162, 163, 169 et 176 de la Münchner Verkehrsgesellschaft. La ligne de bus régionale 710 vers la gare de Dachau commence à Moosach.

#### Station de métro
La construction de la ligne de métro de la station Olympia-Einkaufszentrum à la station de Moosach commence le 7 octobre 2004. La station de métro est construite en utilisant la méthode descendante de la paroi moulée. La station n'a pas de piliers et est éclairée par la lumière du jour provenant de lucarnes et de plafonniers individuels. Elle est inaugurée le 11 décembre 2010 et est actuellement le terminus de la ligne U3.
Les parois derrière la voie sont constituées de panneaux blancs sur lesquels sont fixées des images grand format de diverses plantes et animaux. Cette conception artistique est créée par l'artiste munichois Martin Fengel, qui reprend tous les motifs de Moosach et les a considérablement agrandis pour la conception. La hauteur des murs aux quais est de 7,8 m.